# エドウィン・ホール
エドウィン・ハーバート・ホール（Edwin Herbert Hall、1855年11月7日 – 1938年11月20日）は ホール効果を発見したアメリカ合衆国の物理学者 。ホールはハーバード大学で熱電効果の研究グループを率い、また多くの物理学教科書や実験法についての著作がある。

## 経歴
ホールは、アメリカ合衆国メイン州ゴーラムに生まれた。ホールはボウディン大学を1875年に卒業した。ジョンズ・ホプキンス大学へ進学し1880年に博士号（Ph.D.）を取得した。ホールは発見の発端となる実験をジョンズ・ホプキンス大学で行った。 
ホール効果は1879年物理学の博士論文の研究を行っているときにホールによって発見された 。
ホールの最初の実験は、薄い金箔（後の実験では様々な他の材料が用いられた）をガラス板に張りつけて強力な磁場の中に置き、磁場と垂直方向に通電した状態で、金箔各部で生じる電位差を測定するというものだった。この実験の結果、磁場のない時には等電位の部分が、磁場によって電位差（ホール電圧）を生じることが明らかとなった。ホール電圧は、通電した電流および磁場の強さ（磁束密度）に比例し、比例定数はホール定数、またはホール係数とよばれる。ホール定数は、物質の種類、温度などによってきまる。
1879年にホールの実験結果はAmerican Journal of Mathematics誌に発表された。
翌1880年にAmerican Journal of Science誌(前年の論文の再掲)とPhilosophical Magazine誌とに博士論文として刊行された。
ホールは1895年ハーバード大学の物理学教授となり、1921年に退職し、1938年にアメリカ合衆国マサチューセッツ州ケンブリッジで死去した。
ホール効果は、磁場センサーのホール素子として現在では多くの電子部品に応用されている。
強力な磁場と低温の実験条件下では、ホール抵抗が量子化した量子ホール効果が観察される。現在では電気抵抗の正式な標準を量子ホール効果によって定めている。

## 参照項目
- ホール効果
- ホール素子
- 量子ホール効果
- クラウス・フォン・クリッツィング

## 著書
ホールには、鉄およびニッケルの熱伝導性、熱電効果の理論および金属中の熱電効果の不均質性について等の様々な原著論文がある。
著書には 
- A Text-Book of Physics (1891年、第３版　1903年), Joseph Young Bergenと共著
- Elementary Lessons in Physics (1894年　1900年)
- The Teaching of Chemistry and Physics (1902年), Alexander Smithと共著
- College Laboratory Manual of Physics (1904年　改訂版1913年)
- Elements of Physics (1912年)

等がある。